# Cercyonis oetus
Espèce
Cercyonis oethus est un lépidoptère appartenant à la famille des Nymphalidae à la sous-famille des Satyrinae et au genre  Cercyonis.

## Dénomination
Il a été nommé Cercyonis oetus par Jean-Baptiste Alphonse Dechauffour de Boisduval en 1869.

### Noms vernaculaires
Il se nomme Small Wood Nymph ou Dark Wood Nymph en anglais.

### Sous-espèces
- Cercyonis oetus oetus ; en Californie.
- Cercyonis oetus charon (Edwards, 1872) dans tout l'ouest de l'Amérique du Nord.
- Cercyonis oetus pallescens T. et J. Emmel, 1971;
- Cercyonis oetus silvestris (Edwards, 1861); en Californie[1].

## Description
Il est de couleur marron foncé avec aux antérieures un gros ocelle noir pupillé de blanc et cerné de jaune à l'apex et, chez la femelle, un second ocelle plus petit.
Le revers est marron terne marbré avec aux antérieures les ocelles noirs pupillés de clair et cernés de jaune.

### Chenille
La chenille, de couleur jaunâtre à verdâtre et tête verte porte une bande vert plus foncé sur le dos.

## Biologie

### Période de vol et hivernation
La chenille hiverne à son premier stade
L'imago vole de juin à mi-septembre.

### Plantes hôtes
Les plantes hôtes de ses chenilles seraient des graminées.

## Écologie et distribution
Il est présent dans l'ouest de l'Amérique du Nord. Au Canada il est présent du sud de la Saskatchewan jusque dans le sud de la Colombie-Britannique (mais absent de la zone côtière). Aux USA il réside de l'état de Washington et de l'Oregon jusqu'à l'ouest du Dakota du Nord  au Colorado, au Nouveau-Mexique et à la Californie.

### Biotope
Il réside dans les bois clairs et dans les prairies.

### Protection
Pas de statut de protection particulier.